# Atletismo Sub-18

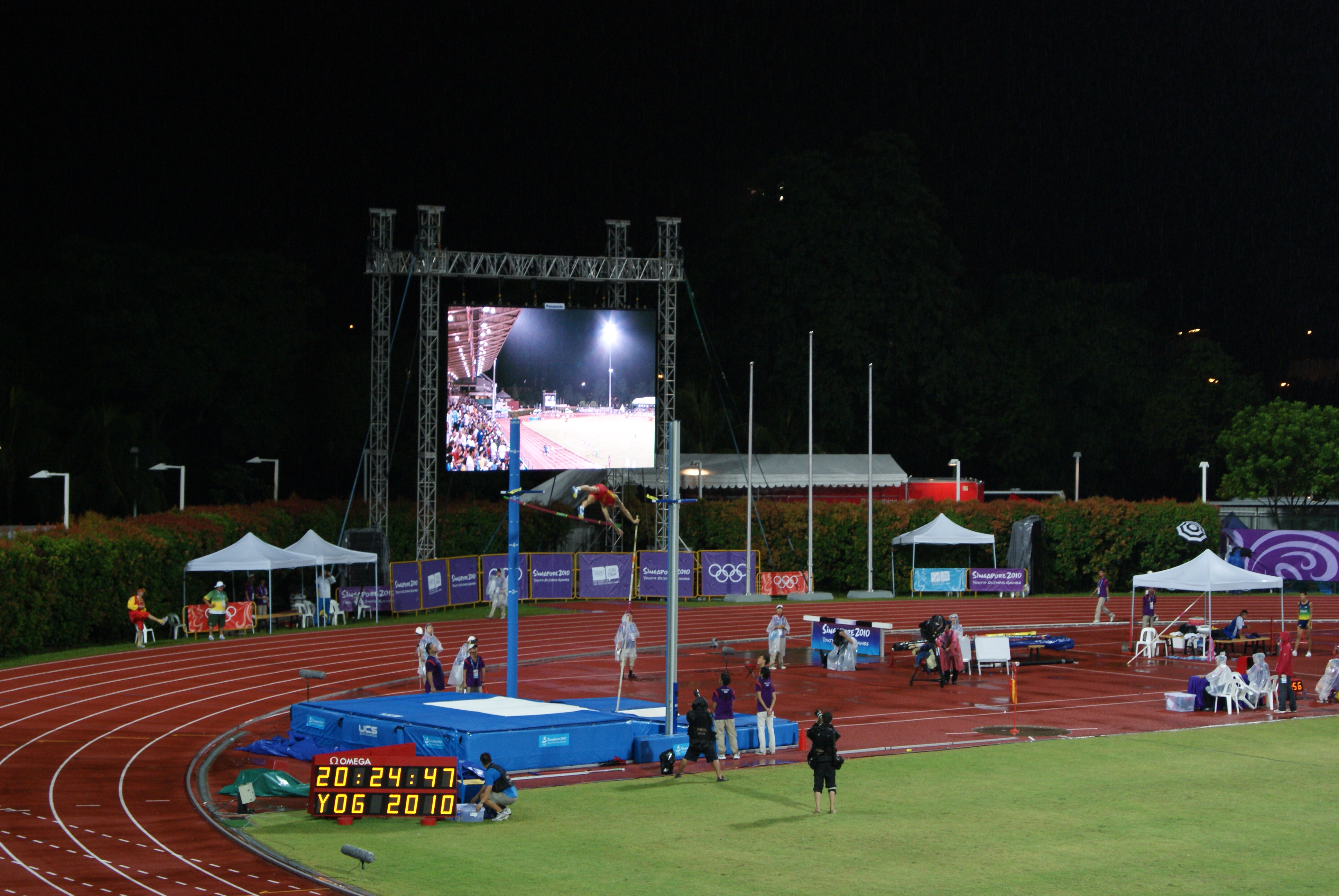
El salto con pértiga del varones en los Juegos Olímpicos de la Juventud de Singapur 2010 celebrados en Singapur

El atletismo sub-18 es una categoría de atletismo en la que compiten atletas que cumplen 18 años durante el año en curso. Antiguamente se conocía también como categoría Juvenil. En la actualidad ya no hay competiciones mundiales de atletismo sub-18, aunque sí las hay hasta el nivel continental; se llevan a cabo cada dos años y cuentan con la participación de los atletas juveniles de todos los países.

## Descripción
Los participantes en las competiciones de esta clase deben ser deportistas que no hayan cumplido los dieciocho años al 31 de diciembre del año en que se celebre la competencia.

## Competiciones

### Campeonatos
- Campeonato Mundial de Atletismo Sub-18, organizado por la IAAF[2]
- Campeonato Europeo de Atletismo Sub-18, organizado por la EAA[3]
- Campeonato africano juvenil de atletismo
- Campeonato de Asia juvenil de atletismo
- Campeonato Juveniles Centroamericanos y del Caribe de Atletismo[4] (descontinuado)
- Campeonato Juvenil Panamericanos de Atletismo  (descontinuado)
- Campeonato juvenil de atletismo de Oceanía, organizado por la OAA

### Juegos
- Juegos Olímpicos de la Juventud
- Juegos de la juventud africana